# Sabine Arnaud
Pour les articles homonymes, voir Arnaud.
Sabine Arnaud est une historienne des sciences française spécialisée, entre autres, dans l'histoire de l'hystérie.

## Biographie
En 2007, Sabine Arnaud soutient sa thèse Mise en récit et enjeux politiques d'un diagnostic : l'hystérie entre 1730 et 1820 : construction et circulation d'une catégorie médicale en littérature comparée avec l'Université de la ville de New York, en Histoire et Civilisations avec l'École des hautes études en sciences sociales à la suite de deux diplômes en Philosophie et Esthétique avec l'université de Paris VIII. Pour ce travail de recherche, elle explore des sources françaises et anglaises : traités, journaux, manuscrits, cours de médecine, ouvrages de morale, pamphlets, pièces de théâtre, contes, et romans.
Après sa thèse, elle obtient un poste « d'assistant professor tenure track » à l'Université A&M du Texas.
De 2010 à 2017, elle est directrice de recherche à l'Institut Max-Planck d'histoire des sciences à Berlin. Elle dirige une recherche  sur L'écriture de la surdité et la construction de normes en Europe occidentale et aux États-Unis du XVIIe à la fin du XIXe siècle. Elle s'intéresse en particulier au rôle du langage dans la définition de la condition humaine.
En janvier 2014, elle publie L’invention de l’hystérie au temps des Lumières (1670-1820) Cet ouvrage est remarqué : il emporte plusieurs prix. Elle publie également une version en anglais en 2015 sous le titre On Hysteria: The Invention of a Medical Category (1670-1820) et une traduction allemande de la version française paraît en 2019. Son ouvrage est un contrepoint de l'ouvrage de Georges Didi-Huberman publié en 1982. Sabine Arnaud trace une histoire genrée de la maladie. Pour cela, elle fait référence aux écrits médicaux et littéraires. 
Arnaud se penche tout particulièrement sur l’écriture médicale à la veille du développement d’une écriture scientifique. 
Depuis 2017, elle est directrice de recherche au CNRS.
Après s’être concentrée sur la formation et la diffusion du savoir médical à travers l’invention et l’établissement d’une catégorie médicale au dix-huitième siècle, elle se consacre aujourd'hui[Quand ?] plus particulièrement à l’histoire de l’éducation et de la langue des signes française au dix-huitième siècle et au dix-neuvième siècle,.

## Publication
- La philosophie des vapeurs, Paris, Mercure de France, 2009, 208 p. (ISBN 978-2-7152-2864-1)
- Le corps et ses images dans l'Europe du dix-huitième siècle, Paris, Champion, 2012, 369 p. (ISBN 978-2-7152-2864-1)
- L'invention de l'hystérie au temps des Lumières (1670–1820), Paris, Éditions de l'EHESS, 2014, 352 p. (ISBN 978-2-7132-2419-5)
- On Hysteria: The Invention of a Medical Category between 1670 and 1820, Chicago/London, University of Chicago Press, 2015, 376 p. (ISBN 978-0-226-27554-3)

## Distinctions
- Prix de la Société française d'histoire des sciences et des techniques, 2009
- Prix d'histoire de la médecine, Société d'histoire de la médecine et de l'Académie nationale de médecine, 2014[10]
- Bourse Marcelle Blum, Académie des sciences morales et politiques, 2015[11]
- Prix des jeunes historiens, Académie internationale d'histoire des sciences, 2015[12]